# Mogeville
Mogeville ist eine französische Gemeinde mit 74 Einwohnern (Stand: 1. Januar 2022) im Département Meuse in der Region Grand Est (vor 2016: Lothringen). Sie gehört zum Arrondissement Verdun und zum Kanton Belleville-sur-Meuse. 

## Geographie
Mogeville liegt etwa 23 Kilometer östlich von Verdun. Umgeben wird Mogeville von den Nachbargemeinden Maucourt-sur-Orne im Westen und Norden, Gincrey im Nordosten und Osten, Morgemoulin im Südosten sowie Dieppe-sous-Douaumont im Süden und Südwesten.

## Bevölkerungsentwicklung
| Jahr                       | 1962 | 1968 | 1975 | 1982 | 1990 | 1999 | 2006 | 2019 |
| Einwohner                  | 117  | 102  | 99   | 75   | 76   | 79   | 75   | 78   |
| Quellen: Cassini und INSEE |      |      |      |      |      |      |      |      |

## Sehenswürdigkeiten
- Kirche Saint-Saintin, wieder errichtet im 19. Jahrhundert

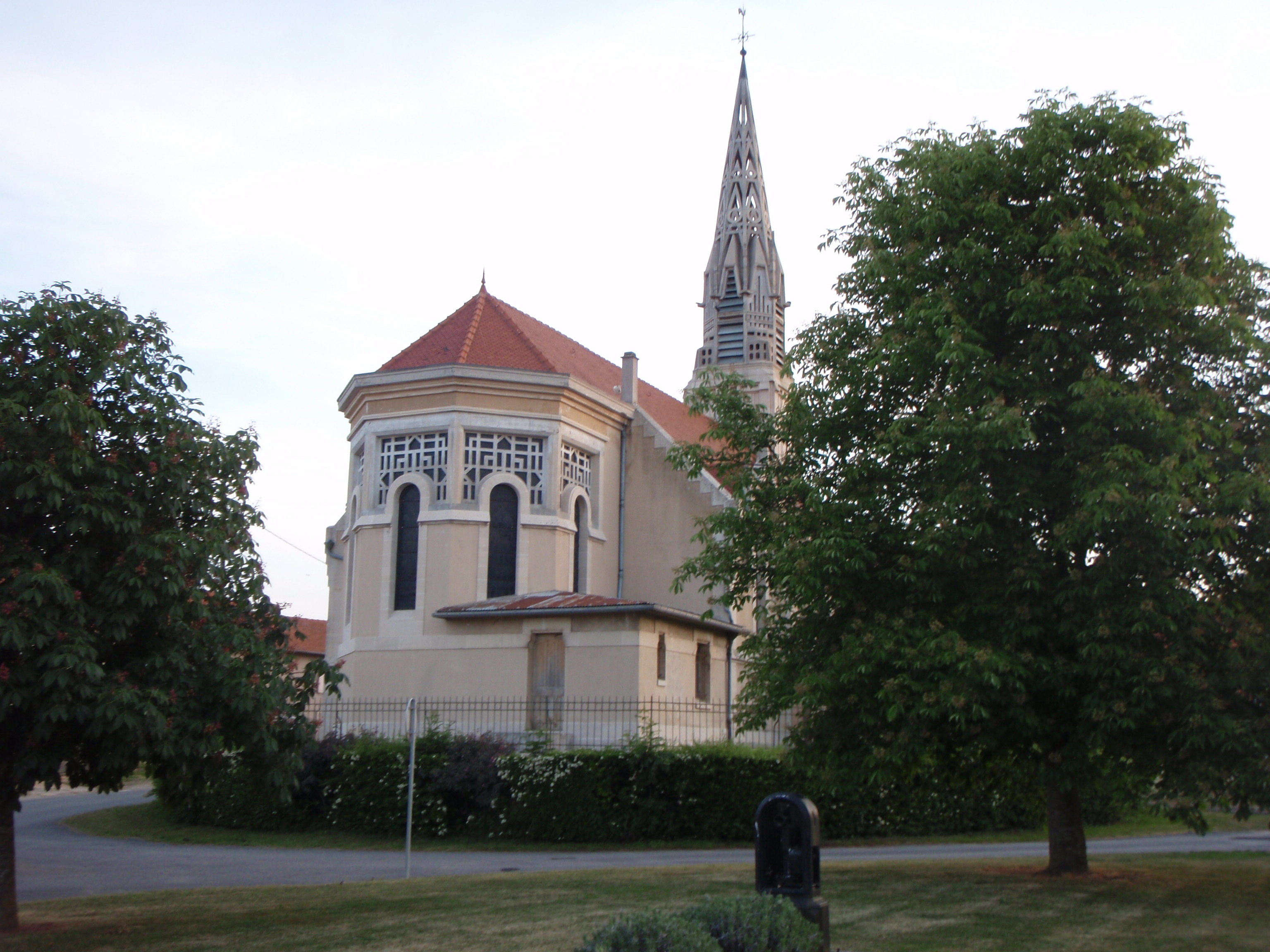
Kirche Saint-Saintin